# National Union Party

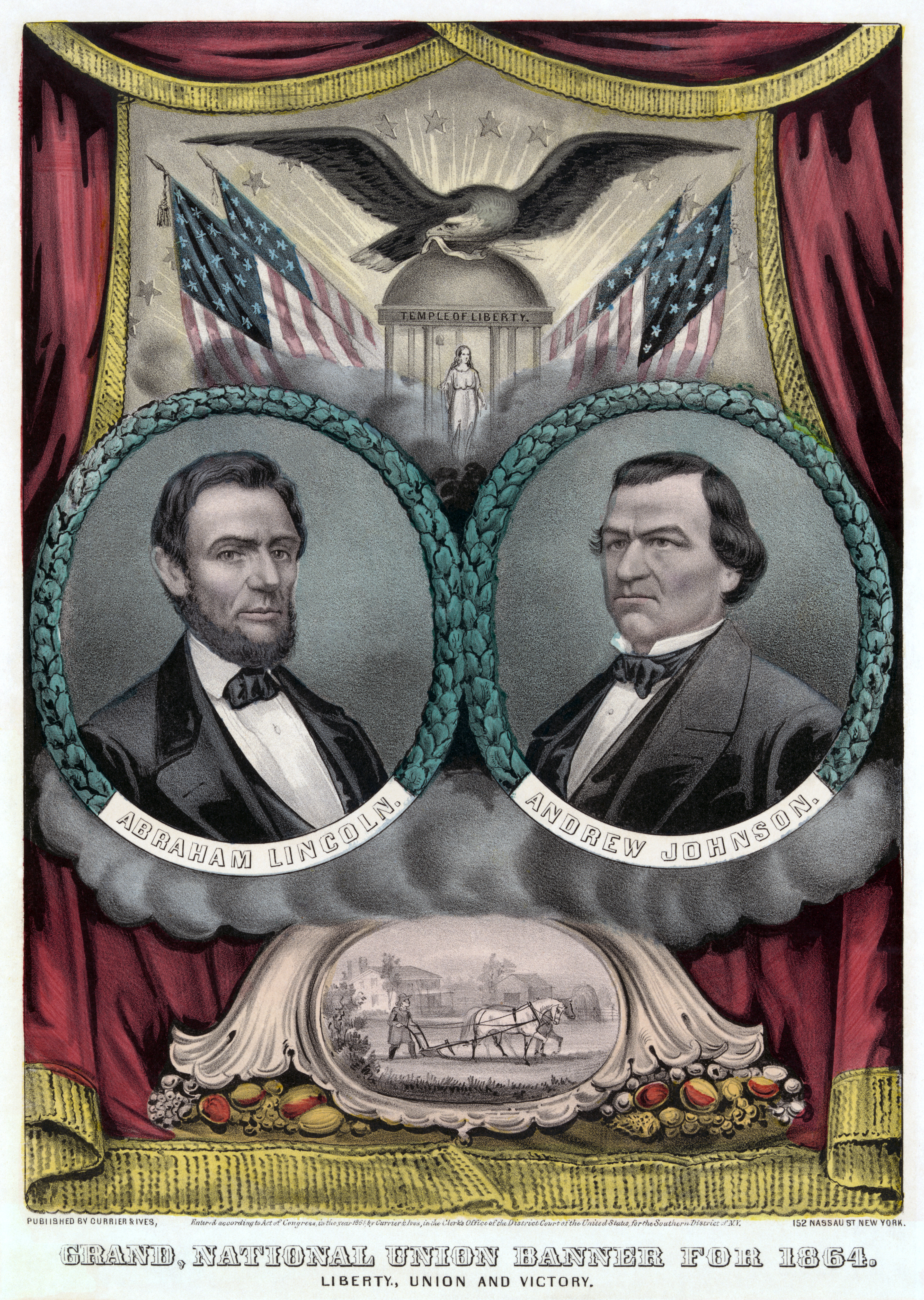
Wahlplakat der National Union Party im Wahlkampf 1864

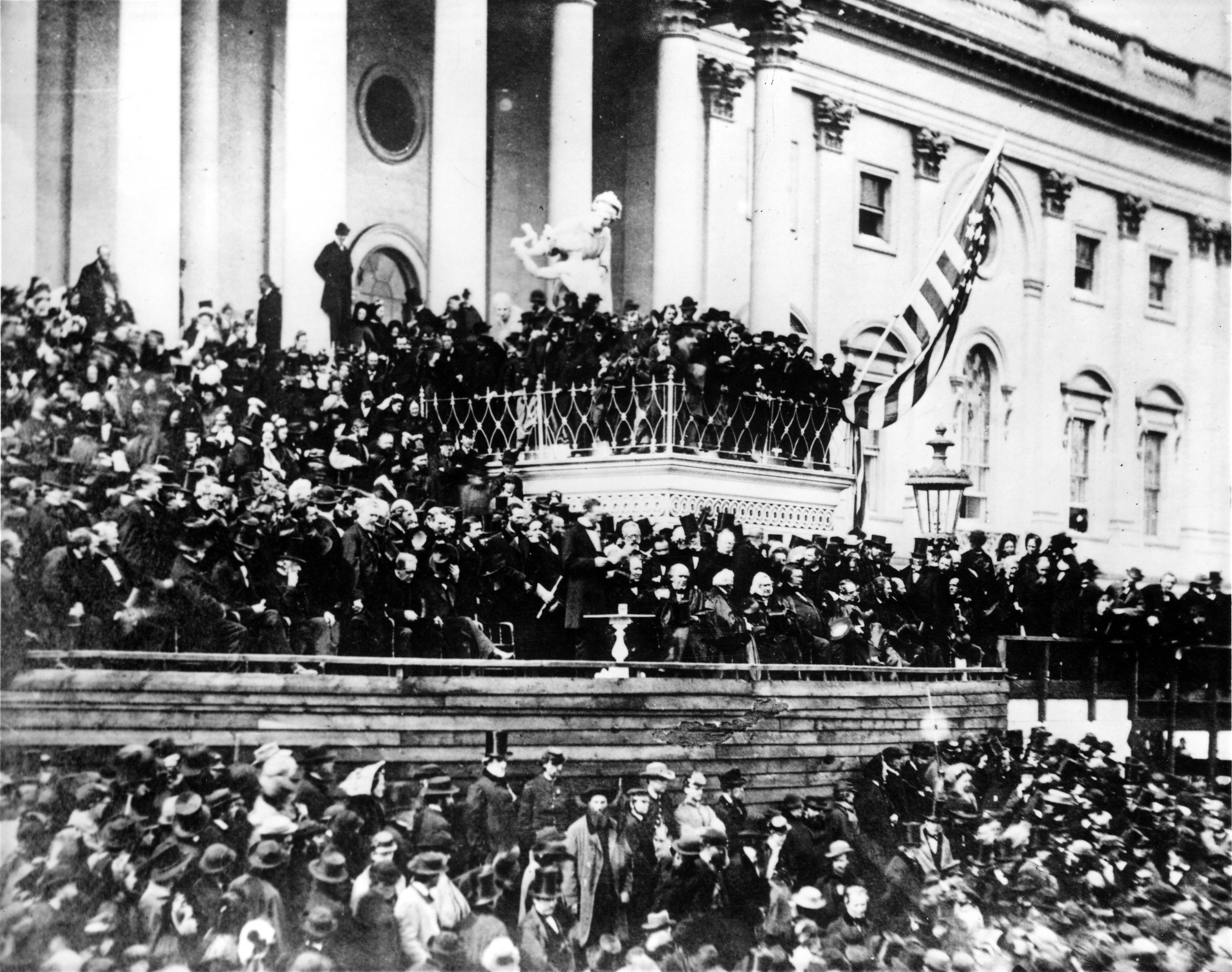
Zeremonie zur zweiten Amtseinführung Abraham Lincolns am 4. März 1865

Die National Union Party (englisch für Partei der Nationalen Einheit; zeitgenössisch auf Deutsch Unionspartei genannt) war in den Vereinigten Staaten ein Zusammenschluss der Republikanischen Partei und eines Teils der Demokratischen Partei, der von 1864 bis 1868 bestand. Ziel des Bündnisses war es, während der Präsidentschaftswahl des Jahres 1864 die Anhänger beider Parteien zu bündeln, die sich für eine erfolgreiche Fortsetzung des Amerikanischen Bürgerkriegs und damit die Wiederherstellung der nationalen Einheit aussprachen. Im Zuge der Wahl wurde der Republikaner Abraham Lincoln im Amt des Präsidenten bestätigt, mit dem Demokraten Andrew Johnson wurde der Posten des Vizepräsidenten besetzt.

## Geschichte
Im Vorfeld der Präsidentschaftswahl 1864 standen im Frühsommer 1864 bei den großen Parteien in den USA erneut Nominierungsparteitage an. Die Wahl sowie das gesamte politische Geschehen standen unter dem Einfluss des seit dem Jahre 1861 andauernden Sezessionskrieges, bei dem sich mehrere Staaten des Südens von der amerikanischen Union abspalteten (Konföderierte Staaten). Primäre Ursache der Abspaltung war die Frage über die Abschaffung der Sklaverei, die von der Republikanischen Partei gefordert wurde. Die Republikaner unter ihrem 1860 gewählten Präsidenten Abraham Lincoln verfolgten das Ziel der Wiedereingliederung der Südstaaten in die Union und das Ende der Sklaverei auf dem gesamten Gebiet der USA. Die Demokraten standen dem größtenteils skeptisch gegenüber. Allerdings gab es auch innerhalb der Demokratischen Partei politische Strömungen, die in der Sklavereifrage die Republikaner unterstützten und sich gegen die Abspaltung der Südstaaten stellten (War Democrats). Dementsprechend war deren Auffassung, der Bürgerkrieg müsse unweigerlich fortgeführt werden, bis dieses Ziel erreicht sei. Da die Demokratische Partei sich jedoch in ihrem Wahlprogramm von 1864 gegen eine unnachgiebige Fortsetzung des Krieges stellte, wurde zwischen den War Democrats und den Republikanern eine Koalition unter dem Namen National Union Party geschmiedet um die Chancen auf einen Sieg zu erhöhen.
Im Juni wurde in Baltimore der Parteikonvent der National Union Party abgehalten, in deren Verlauf der amtierende Präsident Abraham Lincoln für eine zweite Amtszeit zur Wiederwahl aufgestellt wurde. Da Lincolns bisheriger Vizepräsident Hannibal Hamlin in der zurückliegenden Regierungszeit nicht zum engeren Machtzirkel um Lincoln gehörte, entschied man sich, einen Politiker aus den Reihen der Demokraten für die Vizepräsidentschaft zu nominieren. Die Wahl fiel auf den Senator aus Tennessee Andrew Johnson, der sich, obwohl aus den Südstaaten, für den Erhalt der Union ausgesprochen hatte. Mit Johnsons Nominierung als Running Mate sollte auch die Absicht deutlich gemacht werden, die abtrünnigen Staaten unter relativ milden Bedingungen wieder in die Union aufzunehmen. Die Präsidentschaftswahl im November 1864 fiel klar zu Lincolns Gunsten aus, er besiegte den Kandidaten der Demokraten George B. McClellan mit 55 Prozent der Wählerstimmen ziemlich deutlich. Mitverantwortlich für diesen deutlichen Sieg war insbesondere die Tatsache, dass sich der Kriegsverlauf in den Sommer- und Herbstmonaten 1864 massiv zu Gunsten des Nordens entwickelte und die Kapitulation der Südstaaten nur noch eine Frage der Zeit schien. Am 4. März 1865, die Konföderierten standen kurz vor dem militärischen Zusammenbruch, wurde Lincoln vor dem Kapitol in Washington erneut vereidigt, Andrew Johnson trat das Amt des Vizepräsidenten an. Wenige Tage später kapitulierten die Südstaaten und wurden von den Unionstruppen besetzt. Das Ziel der National Union Party war damit erreicht. Auch das Ziel der Abschaffung der Sklaverei wurde mit dem 13. Verfassungszusatz erreicht.
Lincoln selbst konnte unterdessen kaum noch weiteren Einfluss auf die Nachkriegspolitik der Reconstruction nehmen. Am 14. April 1865 wurde von einem Sympathisanten der Südstaaten ein Attentat auf ihn verübt, an dessen Folgen er am nächsten Tag starb. Damit rückte Andrew Johnson als bisheriger Vizepräsident automatisch ins Präsidentenamt auf. Neben Lincoln war er der einzige weitere Präsident, der von der National Union Party gestellt wurde.
Mitte August 1866 kam es im Rahmen der National Union Convention in Philadelphia nochmals zu einem Treffen maßgeblicher politischer Akteure mit dem Ziel, die Position des unpopulären Präsidenten zu stärken. Im November 1866, in der Mitte von Andrew Johnsons Amtsperiode, standen erneut Kongresswahlen in den USA an, wobei eine Machtübernahme der sogenannten „Radikalen Republikaner“ im Kongress zu erwarten war. Diese forderten im Gegensatz zu gemäßigten Politikern der National Union Party härtere Strafen gegen die Südstaaten und deren Anführer. Am Ende wurde das Ziel, mit dem die Versammlung einberufen worden war – das Land hinter der politischen Führung zu einen –, jedoch nicht erreicht.
Mit dem Sieg der „Radikalen Republikaner“ sollte sich die National Union Party bald auflösen, da es zwischen Johnson und vielen Kongressmitgliedern erhebliche Differenzen gab. Während die „Radikalen Republikaner“ offen eine harte Bestrafung der Südstaaten und weitreichende Bürgerrechte für Afroamerikaner forderten, stellte sich das Weiße Haus unter Andrew Johnson gegen diese Pläne. Mehrere Vetos des Präsidenten wurden von der Legislative überstimmt. Die Folge waren erbitterte politische Machtkämpfe bis hin zu einem knapp gescheiterten Amtsenthebungsverfahren, in deren Folge die National Union Party vollends zerbrach. Für die Präsidentschaftswahl 1868 nominierten die Republikaner mit dem Bürgerkriegsgeneral Ulysses S. Grant ihren eigenen Kandidaten. Johnson wandte sich wieder den Demokraten zu, konnte sich jedoch nicht als deren Kandidat durchsetzen und wurde am 4. März 1869 turnusgemäß durch den Wahlsieger Grant abgelöst.